# Berijew Be-32
Die Berijew Be-32 (russisch Бериев Бе-32) ist ein zweimotoriges Flugzeug des sowjetischen, heute russischen Herstellers Berijew. Der Erstflug des freitragenden Schulterdeckers fand 1969 statt. Die Maschine stellt eine mit 17 Passagiersitzen ausgerüstete Berijew Be-30 dar.

## Konstruktion und Entwicklung
Die ganz aus Metall gefertigte Maschine wird von zwei Turboproptriebwerken angetrieben, die an der Tragflächenvorderkante angebracht sind. Die Tragfläche ist mit leicht negativer V-Form an den äußeren Tragflächenstücken versehen. Der Holm ist gefräst. Dabei kamen auch chemische Verfahren zum Einsatz. Die abnehmbare Flügelnase besteht aus einer geklebten Konstruktion. Der Flügel ist etwa zur Hälfte in Sandwich-Wabenkern-Bauweise gefertigt. Zur Verbesserung der Langsamflugeigenschaften werden Doppelspaltlandeklappen verwendet. Die Maschine verfügt über STOL-Eigenschaften. Das Bugradfahrwerk ist einziehbar. Tragflügel, Leitwerk und die Lufteinlässe werden durch Triebwerkszapfluft beheizt, um Eisansatz zu verhindern. Die Windschutzscheibe und die dreiblättrigen Propeller von 3 m Durchmesser besitzen ein elektrisches Heizsystem.
Die Avionik ist ausreichend, um unter allen Wetterbedingungen fliegen zu können. Autopilot und ILS sind serienmäßig. Die Be-32 verfügt darüber hinaus über ein System, das Seitenwindeinflüsse während Start- und Landung automatisch kompensiert.

## Geschichte
Die Be-30 stand im direkten Wettbewerb mit der Antonow An-28. In einem Vergleichsfliegen für die Aeroflot schnitten beide Typen gut ab. Aber es kam zu keinen wesentlichen Bestellungen. Die Aeroflot entschied sich für die Let L-410. So wurden nur drei Serienmaschinen hergestellt. 1976 wurden mit der Maschine zwei Steigzeitweltrekorde in ihrer Klasse (II C-1) geflogen. Jewgeni Lachmostow flog die Maschine auf 3.000 m in 2 min 24,849 s und auf 6.000 m in 5 min 18 s. Danach begann eine Umstellung des Programms. Die vorgesehenen Gluschenkow-TWD-10-Triebwerke sollten gegen Gluschenkow TWD-20 getauscht werden. Jedoch war Gluschenkow auf Jahre hinaus mit der Fertigung für den militärischen Bereich ausgelastet.
So entschied man sich nach 1985 zu einem Joint Venture von Pratt & Whitney und Klimow, sodass eine Lizenzfertigung des PT6A-65 zustande kam. Dieser Typ wurde in die Be-32 eingebaut. Die mit Hartzell-Vier-Blatt-Propellern ausgerüstete und jetzt Be-32K genannte Maschine wurde 1993 auf der Pariser Luftfahrtschau in Farben der Moscow Airways ausgestellt. Die Gesellschaft bestellte zunächst 50 Flugzeuge dieses Typs, trat später aber von der Bestellung zurück.
Das Mehrzweckflugzeug kann sowohl für den Passagier- und Frachttransport eingesetzt werden als auch Küsten-, Grenz-, Wald- und Gewässerschutzaufgaben übernehmen. Daneben sind wegen des robusten Fahrwerks auch Einsätze als Transportmittel für Buschärzte oder zum Transport wichtiger Medikamente vorgesehen. Ebenso können mit der Maschine Fallschirmspringer abgesetzt werden. Das Flugzeug ist außerordentlich wendig und kann leer sogar einige Kunstflugfiguren fliegen.
Die nach dem Zusammenbruch der Sowjetunion sich auf marktorientierende Einsätze ihrer Flugzeuge konzentrierende russische Fluggesellschaften hatten kein Interesse an diesem „Buschflieger“ aus Sowjetzeiten.

## Technische Daten
| Kenngröße                           | Daten                           |
| ----------------------------------- | ------------------------------- |
| Besatzung                           | 2                               |
| Passagiere                          | 17 oder 1900 kg Fracht          |
| Länge                               | 15,70 m                         |
| Spannweite                          | 17,00 m                         |
| Höhe                                | 5,46 m                          |
| Flügelfläche                        | 32 m²                           |
| Flügelstreckung                     | 9,0                             |
| Kabinenlänge                        | 6,0 m                           |
| Kabinenhöhe                         | 1,82 m                          |
| Kabinenbreite                       | 1,55 m                          |
| Fassungsvermögen des Gepäckraumes   | 1,33 m³                         |
| Leermasse                           | 4600 kg                         |
| max. Startmasse                     | 7600 kg                         |
| Startrollstrecke                    | 430 m                           |
| Landerollstrecke                    | 240 m                           |
| vorgeschriebene Startbahnlänge      | 830 m                           |
| Höchstgeschwindigkeit               | 510 km/h in 2000 m Höhe         |
| Reisegeschwindigkeit                | 480 km/h                        |
| ökonomische Reisegeschwindigkeit    | 370 km/h                        |
| Startgeschwindigkeit                | 180 km/h                        |
| Landegeschwindigkeit                | 170 km/h                        |
| Dienstgipfelhöhe                    | 4200 m                          |
| Reichweite mit maximaler Zuladung   | 885 km                          |
| Reichweite mit maximalem Treibstoff | 2050 km                         |
| Antrieb                             | 2 Pratt&Whitney/Klimow PT6A-65B |
| Leistung                            | je 810 kW (1.101 PS)            |